# Евпиф
Евпи́ф (или Евпе́йт, Эвпе́йт; др.-греч. Εὐπείθης)— в гомеровской «Одиссее» знатный житель Итаки, отец Антиноя, самого знатного и самого бесцеремонного из женихов Пенелопы, осаждавших её дом во время многолетнего отсутствия мужа Одиссея.

## Мифология
Годы назад, ещё до Троянской войны, Евпиф совершил пиратский набег на Кефалинию. Феспроты жаждали расправы, требовали его голову. Но Одиссей, несмотря на то, что был не на стороне Евпифа, всё же защитил его, не выдав мстительным кефалонцам. Когда же Одиссей отправился на войну с Троей, неблагодарный сын Евпифа Антиной стал предводителем женихов Пенелопы и даже предложил погубить сына Одиссея Телемаха. Евпиф, видимо, позабыв о том, что Одиссей когда-то спас ему жизнь, безоговорочно поддерживал Антиноя. Он также категорически отверг просьбу Телемаха помочь ему в поисках отца и публично обвинил сына Одиссея в безумии.
Вернувшись домой после многолетнего отсутствия, Одиссей жестоко расправился со всеми женихами своей жены. Первым погиб Антиной — от стрелы, которая пронзила ему горло, когда он подносил к губам кубок с вином. После кровавых событий, на площади Итаки собрались родственники погибших женихов, многие из них требовали отомстить Одиссею и его семье. Первое слово предоставили Евпифу. Он, сокрушаясь, обвинял Одиссея во всевозможных злодеяниях: что он увлёк благородных сынов Итаки за собой в Трою, где они по его вине встретили смерть, и что, возвратясь на родину, он продолжает приносить зло, убивая своих соседей. Евпиф призывал народ пойти войной на Одиссея, пока он не сбежал с Итаки и не скрылся. Также он утверждал, что, если не отомстить Одиссею, то жизнь дальнейшая будет нестерпимой.
Половина собравшихся поддержала воинственные призывы Евпифа. И вот уже к дому Одиссея стали стягиваться вооружённые люди. Одиссей, его отец Лаэрт и сын Телемах готовились к схватке. Тут вмешалась богиня Афина, предложив Лаэрту метнуть копьё на удачу. Лаэрт выполнил просьбу, копьё угодило в голову Евпифа, и он упал замертво. Над его телом начала было разгораться битва, но Афина вмешалась вновь и ниспослала на всех умиротворение.